# 蘭迪斯維爾 (新澤西州)
蘭迪斯維爾（英語：Landisville）是位於美國新澤西州大西洋縣的非建制地區。

## 歷史
蘭迪斯維爾的郵局自1871年營運至今。

## 地理
蘭迪斯維爾所處的海拔為高於海平面34米（即112英呎），而該地所採用的時區為UTC-5，即北美东部时区（EST）。同時該地設有夏令時間，為UTC-5調快一小時，即UTC-4（EDT）。